# Valle Po

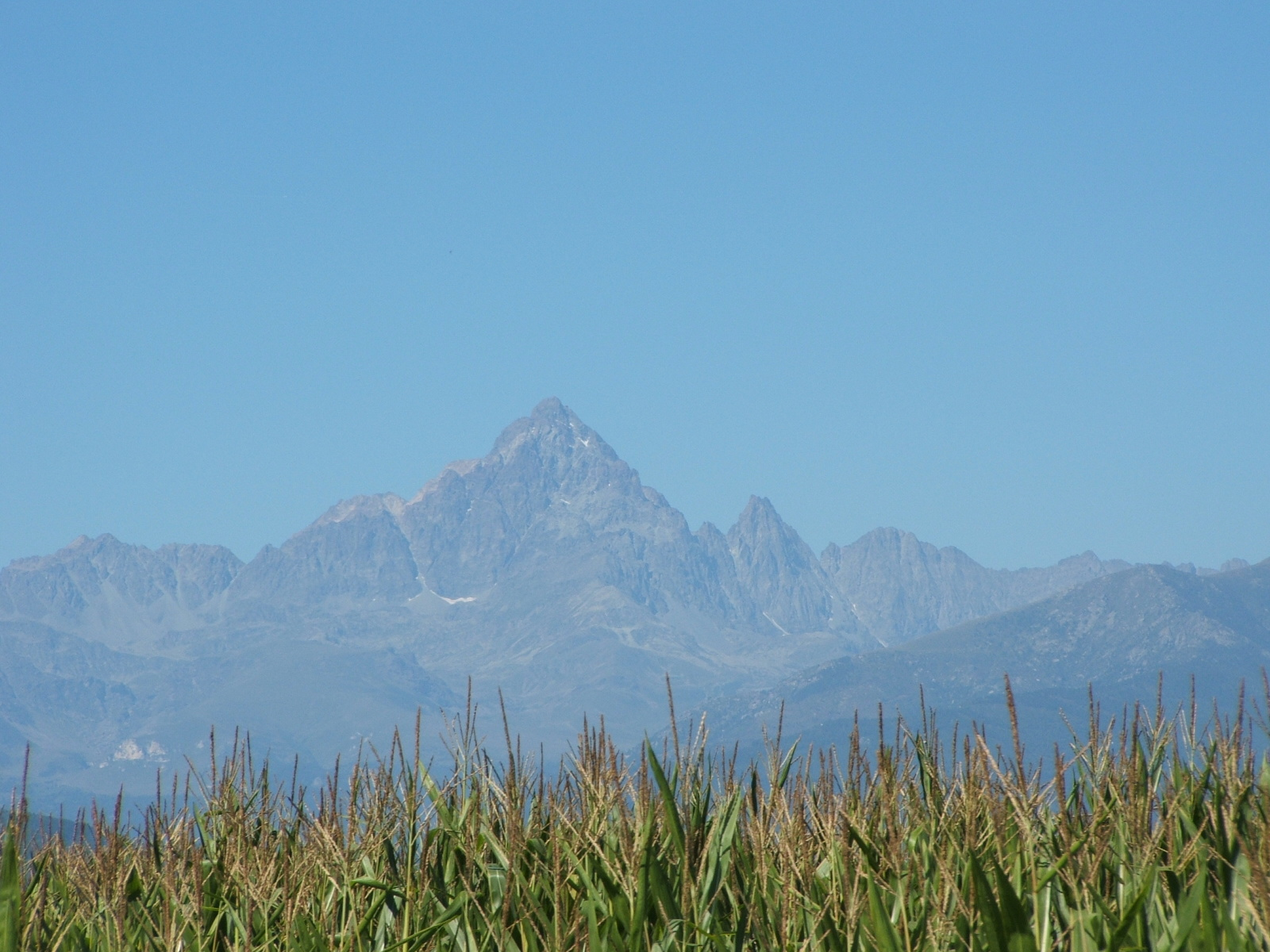
Monte Viso od strony Barge

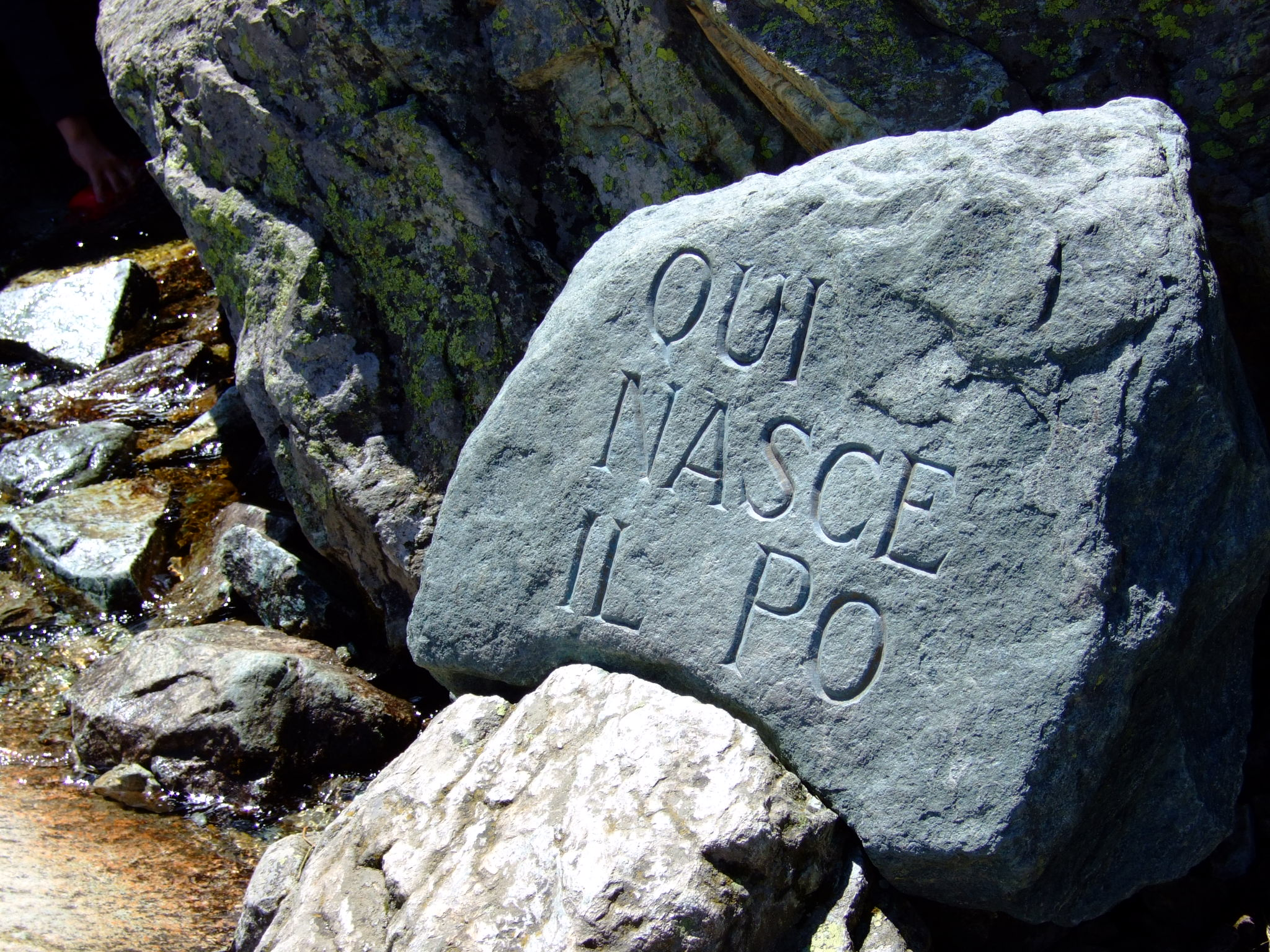
Źródło rzeki Pad

Valle Po – dolina we Włoszech w górnym biegu rzeki Pad w Alpach Kotyjskich.

## Położenie
Dolina Valle Po leży we włoskiej prowincji Cuneo, w regionie krainy historycznej, Piemont i należy pod względem politycznym do włoskiej społeczności górskiej. Społeczność ta połączona jest z Valle Po, Valle Bronda i Infernotto e Varaita. Do społeczności gminy należą Crissolo, Oncino, Ostana, Paesana i Sanfront. Tak samo, jak przy wyjściu z doliny Rifreddo i Martiniana Po.
Valle Po ma długość 35 kilometrów i biegnie prawie prosto w kierunku zachodnio-wschodnim od głównego łańcucha Alp, który pokrywa się z francuską granicą, aż do rozpoczęcia Niziny Padańskiej. Wyjście z doliny leży pomiędzy wzgórzem w Revello, a Martiniana Po. Około 8 kilometrów na zachód od Saluzzo. Tutaj skręca bieg rzeki w kierunku północnym, w stronę Turynu.
Dolinami równoległymi do Valle Po są Val Pellice na północy i Valle Varaita na południu. Te rejony są o połowę dłuższe, ze względu na to, że dopiero pomiędzy Saluzzo i Turynem wpadają do rzeki Pad.
Pomiędzy rzekami źródłowymi Valle Po i Valle Varaita znajduje się najbardziej uderzający szczyt Alp Zachodnich, Monte Viso, którego wysokość wynosi 3 841 metrów. Wokół góry biegnie popularny, wielodniowy szlak turystyczny.